# Бретонська Вікіпедія
Бретонська Вікіпедія (брет. Wikipedia brezhonek) — мовний розділ Вікіпедії бретонською мовою, який був створений у червні 2004 року.
Бретонська Вікіпедія станом на 26 березня 2025 року містить 88 025 статей, 83 530 зареєстрованих користувачів, 97 активних дописувачів, 5 адміністраторів
. Загальна кількість сторінок у бретонській Вікіпедії — 156 720, редагувань — 2 133 424, завантажених файлів — 528
. Глибина (рівень розвитку мовного розділу) бретонської Вікіпедії дуже мала і становить лише 8.3 пунктів
.

## Етапи розвитку
- червень 2004 — бретонська Вікіпедія започаткована.
- 9 липня 2014 — бретонська Вікіпедія досягла 50000 статей.

### Відвідуваність
| \| Країни, з яких Вікіпедія бретонською мовою має найбільше візитів.(в середньому за період з 1 березня 2012 по 28 лютого 2013 року) \| Країни, з яких Вікіпедія бретонською мовою має найбільше візитів.(в середньому за період з 1 березня 2012 по 28 лютого 2013 року) \| Країни, з яких Вікіпедія бретонською мовою має найбільше візитів.(в середньому за період з 1 березня 2012 по 28 лютого 2013 року) \| Країни, з яких Вікіпедія бретонською мовою має найбільше візитів.(в середньому за період з 1 березня 2012 по 28 лютого 2013 року) \| Країни, з яких Вікіпедія бретонською мовою має найбільше візитів.(в середньому за період з 1 березня 2012 по 28 лютого 2013 року) \| \| --------------------------------------------------------------------------------------------------------------------------------- \| --------------------------------------------------------------------------------------------------------------------------------- \| --------------------------------------------------------------------------------------------------------------------------------- \| --------------------------------------------------------------------------------------------------------------------------------- \| --------------------------------------------------------------------------------------------------------------------------------- \| \| \| \| \| \| \| \| Франція \| Франція \| \| 32.2% \| 32.2% \| \| США \| США \| \| 10.3% \| 10.3% \| \| Бразилія \| Бразилія \| \| 7.0% \| 7.0% \| \| Німеччина \| Німеччина \| \| 5.8% \| 5.8% \| \| Китай \| Китай \| \| 4.7% \| 4.7% \| \| Японія \| Японія \| \| 4.4% \| 4.4% \| \| інші країни \| інші країни \| \| 35.6% \| 35.6% \| \| (0,002 % від загальної відвідуваності Вікіпедії) \| \| \| \| \| |             |  |       |       |
| Країни, з яких Вікіпедія бретонською мовою має найбільше візитів.(в середньому за період з 1 березня 2012 по 28 лютого 2013 року) |             |  |       |       |
| |             |  |       |       |
| Франція | Франція     |  | 32.2% | 32.2% |
| США | США         |  | 10.3% | 10.3% |
| Бразилія | Бразилія    |  | 7.0%  | 7.0%  |
| Німеччина | Німеччина   |  | 5.8%  | 5.8%  |
| Китай | Китай       |  | 4.7%  | 4.7%  |
| Японія | Японія      |  | 4.4%  | 4.4%  |
| інші країни | інші країни |  | 35.6% | 35.6% |
| (0,002 % від загальної відвідуваності Вікіпедії) |             |  |       |       |